# Кадзівара Каґетокі
Кадзівара Каґетокі (*梶原 景時, 1162 — 6 лютого 1200) — середньовічний японський діяч початку періоду Камакура.

## Життєпис
Походив з самурайського роду Кадзівара зі Східного Хонсю. Народився близько 1162 року. Замолоду займався служив різним знатним родам. Втім найбільше уславився під час війни Мінамото і Тайра. Спочатку воював під орудою родича Оба Кагетіки на боці Тайра проти Мінамото. 1181 року після поразки клану Мінамото у битві при Ісібісіямі отримав доручення переслідувати Мінамото-но Йорітомо.
За легендою Кадзівара Каґетокі знайшов Мінамото но Йорітомо, що сховався в дуплі дерева, але не видав його, хоча міг би отримати велику нагороду. Незабаром він долучився до війська Йорітомо і став одним з його довірених осіб, полководцем, а пізніше — інспектором армії.
Кадзівара Каґетокі намагався створити з свавільних самураїв хоч якусь подобу регулярних збройних сил, намагаючись домогтися військових дій силами згуртованих підрозділів, але всюди натикався на протидію, особливо з боку Мінамото но Йосіцуне. Так, 1184 року Йосіцуне поставив під загрозу ретельно розроблену операцію з десантування на півострів Ясіма, самовільно діставшись з жменькою самураїв до острова Сікоку на судні і лише дивом здобувши перемогу. Це викликало серйозні розбіжності між двома талановитими воєначальниками.
Разом з цим саме звитяга Каґетокі сприяла перемозі у Другій битві при Удзі 1184 року, де було завдано поразки Мінамото-но Йосінака. В подальшому відзначився у битві при Ітінотані 1184 року та морській битві при Ясімі 1185 року, де Мінамото здобули перемогу над Тайра.
Вважається, що саме за наклепом Каґетокі невдовзі після перемоги Мінамото над Тайра Йорітомо влаштував полювання за своїм молодшим братом, проте навряд чи Йорітомо потрібен був для цього якийсь привід — іншого свого брата, Норійорі, і стрийка Юкііе він знищив без всяких наклепів.
Протягом правління сьогуна Мінамото но Йорітомо залишався одним зі вірніших військовиків та здібніших сановників, що сприяв встановленню влади клану мінамото над Японією. 1189 року очолив похід до провінції Муцу, де переховувався Мінамото-но Йосіцуне. Останнього було вбито місцевим феодалом Фудзівара но Ясухіра. Але це не врятувало того, оскільки Кадзівара того ж року завдав поразки Ясухірі, знищивши Муцівських Фудзівара, а їх володіння приєднав до земель мінамото. Того ж року призначено сюго провінції Муцу.
1199 року після смерті Йорітомо вступив в союз з Ходзьо Токімасою. Зрештою вступив у відкритий конфлікт з новим сьогуном Мінамото но Йоріїе, але у 1200 році зазнав поразки у провінції Суруґа, після чого Кадзівара Каґетокі було схоплено й страчено.